# Renfe Operadora
Renfe Operadora, conosciuta anche come RENFE, è un'impresa pubblica spagnola, dipendente dal governo nazionale, che si occupa di trasporto di passeggeri e merci attraverso l'utilizzo della rete ferroviaria ADIF. È l'erede della vecchia Red Nacional de los Ferrocarriles Españoles (RENFE), un'impresa creata nel 1941.

## Storia

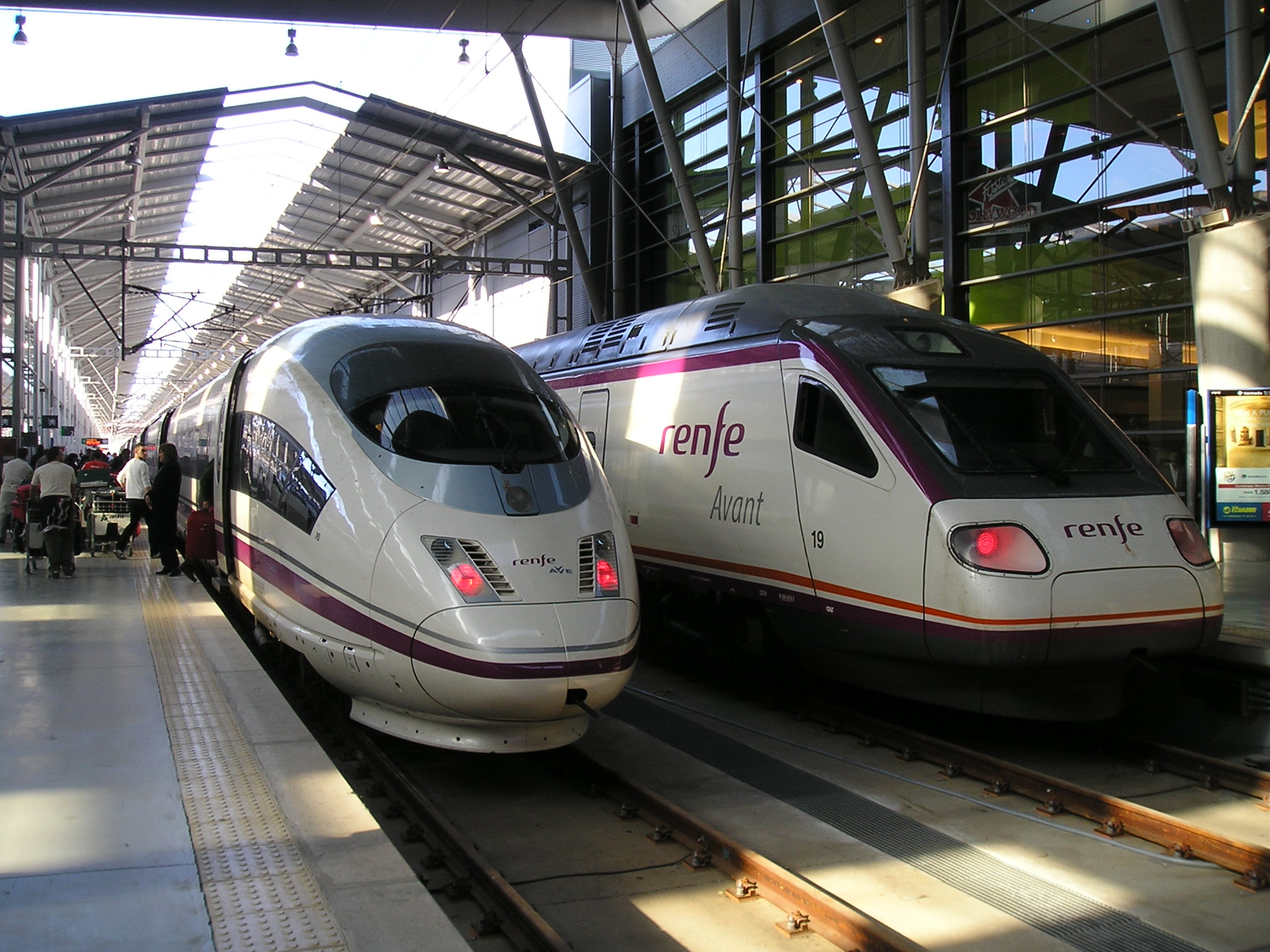
Treni Renfe a nella stazione di Malaga

Mappa della rete ferroviaria spagnola

La società è nata il 1º gennaio 2005 a seguito della necessità di separare l'attività dei servizi di trasporto, attribuita in regime di concorrenza a Renfe Operadora, rispetto all'amministrazione, mantenimento e implementazione delle infrastrutture ferroviarie che è stata affidata in monopolio ad ADIF. Tale separazione è stata imposta dall'Unione Europea e resa operativa dalla legge spagnola sulla regolamentazione del settore ferroviario.

## Struttura operativa

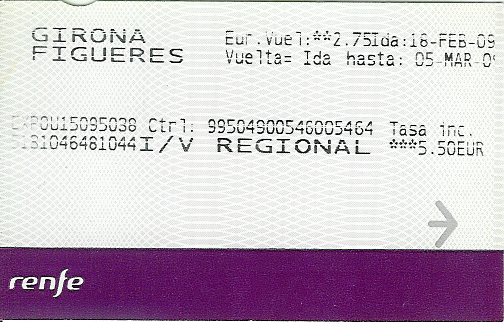
Un biglietto RENFE

La società è divisa in quattro unità di affari:
- Alta velocidad y larga distancia: Si occupa dei treni ad alta velocità (AVE) e di quelli a lunga percorrenza (Alvia, Alaris, Euromed, Trenhotel, Altaria, Talgo, Estrella, Arco e Diurno), sia quelli a tragitto radiale sia quelli a tragitto tranversale.
- Cercanías y Media Distancia: Si occupa dei treni locali nei grandi nodi di Madrid, Barcellona, Asturie, Santander, Bilbao, San Sebastián, Valencia, Siviglia, Saragozza, Malaga, Cadice e Alicante-Murcia, ed inoltre si occupa dei treni regionali e regionali express (interregionali).
- Mercancías y logística: Trasporto di merci.
- Mantenimiento y fabricación: si dedica alla costruzione e alla manutenzione dei treni di Renfe Operadora.

Renfe, insieme alla francese SNCF, gestisce anche i treni internazionali Elipsos. Si tratta di quattro treni notturni detti Trenhotel:
- Trenhotel Francisco de Goya, collega Madrid con Parigi.
- Trenhotel Salvador Dalí, collega Barcellona con Torino, Novara e Milano soppresso il 7 dicembre 2012.
- Trenhotel Pau Casals, collega Barcellona con Zurigo
- Trenhotel Joan Miró, collega Barcellona con Parigi.
- Trenhotel Lusitania che collega Madrid con Lisbona
- Trenhotel Sudespreso che collega Hendaye con Lisbona ed è gestito insieme alla portoghese CP.

## Eventi recenti
- Incidente ferroviario di Santiago di Compostela